# Mode bulb
El mode bulb és una forma de controlar manualment les velocitats lentes, obrint i tancant l'obturador. La velocitat d'obturació és un dels paràmetres que podem establir a l'hora de fer una fotografia, amb la idea de regular la quantitat de llum que entra al sensor. Si la velocitat és ràpida entrarà poca llum al sensor, mentre que si és lenta entrarà molta. Un cop passats els 30 segons arriba un moment en què la càmera apareix la lletra B (mode Bulb).

El mode bulb permet obrir i tancar l'obturador de forma manual, deixant passar la llum el temps que s'indiqui. Pot funcionar de dues maneres:

- Per una banda, es prem un cop perquè s'obri l'obturador i un altre cop per tancar-lo, finalitzant així la captura.
- Per altra banda, això obliga a mantenir l'obturador premut manualment el temps que estiguis exposant i finalitza la captura quan es deixa anar.

Aquest mode s'utilitza a l'hora de fer fotografies en entorns obscurs. En aquests casos l'obturador trigarà bastant a tancar-se. Això és perquè intenta compensar la falta de llum tenint més temps l'obturador obert.

## Fotografia de llarga exposició

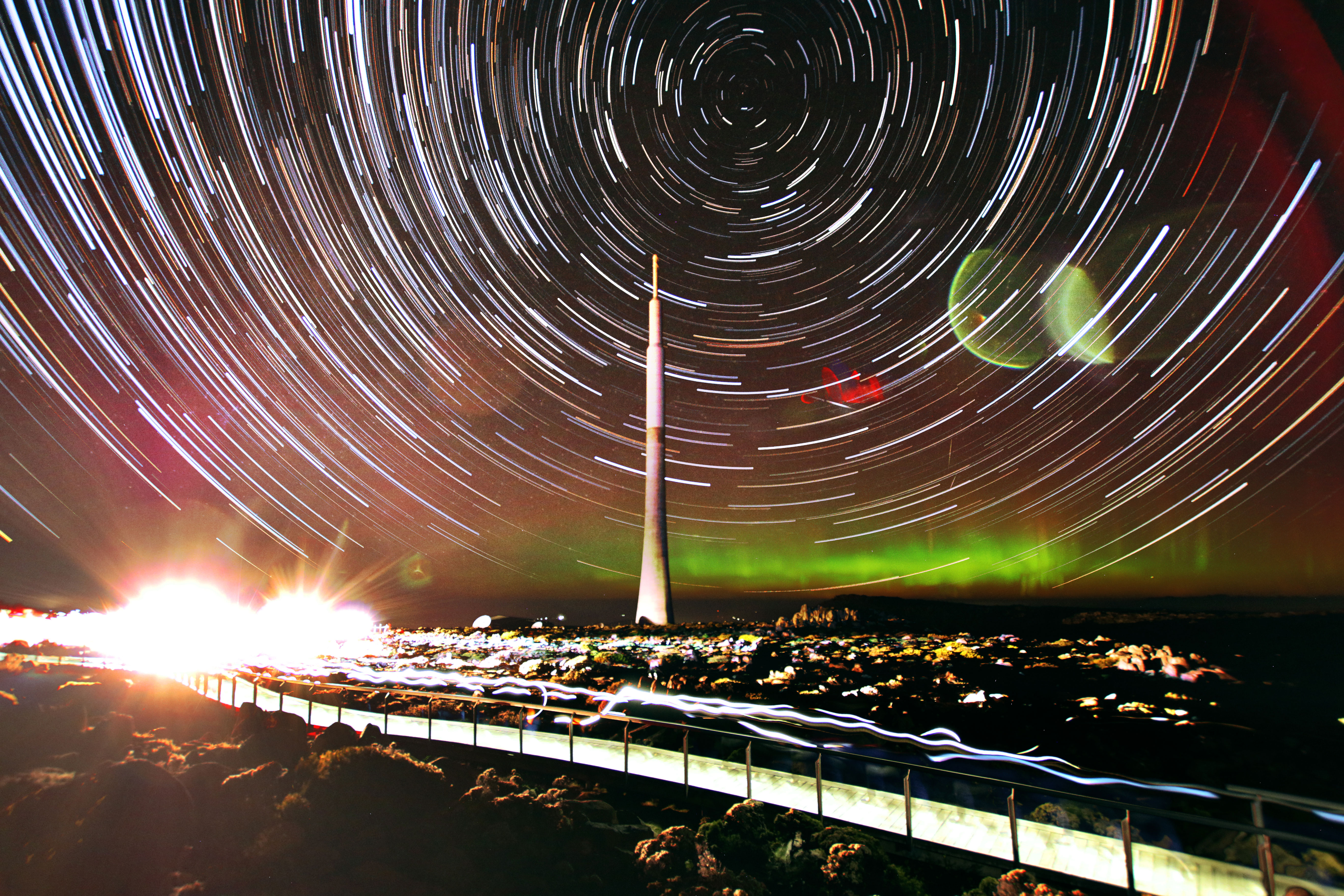
Senda estelar a Wellington, Tasmània. Feta amb el mode bulb.

Aquest és un tipus de fotografia en què l'obturador queda obert més temps de "l'habitual". El trípode és un element fonamental per dur a terme aquestes imatges juntament amb el disparador remot. L'ISO ha d'estar el més baix possible per conservar qualitat d'imatge i permet treballar amb velocitats lentes. Els entorns nocturns són els més adequats per no cremar la imatge. Cal destacar que el mode bulb gasta molta bateria. Un dels resultats que genera aquest mode són les sendes d'estrelles o també les cascades amb efecte sedós i els focs artificials.

### Disparador remot
Un disparador remot és ideal per fotografia de llarga exposició, per fer autoretrats, fotografies de grup i fotografia nocturna. També serveix per realitzar altres tècniques com l'HDR o el bràqueting.
Existeixen tres tipus de disparador remot:
- Disparador amb cable: consta simplement d'un botó que funciona igual que el botó de dispar de la càmera.
- Disparador sense fils: igual que el disparador amb cable però funciona amb rajos infrarojos, típicament.
- Disparador amb cable amb intervalòmetre: compta amb el botó de disparament i, a més, té una petita pantalla on es pot programar la càmera perquè dispari automàticament en intervals de temps. És útil per fer fotografies circumpolars o time lapses.

L'ús d'un disparador remot permet evitar les vibracions que es produeixen en la càmera quan es prem el botó de disparament i també per poder disparar la càmera a distància.